# Шурин (гора)
Шурин — одна из вершин Украинских Карпат. Высота — 1772 м. Расположена в Ивано-Франковской области, в юго-восточной части хребта Черногора, неподалёку (на юго-восток) от вершины Поп Иван Черногорский (2022 м). Западные, южные и восточные склоны горы крутые, северный склон переходит в пологий хребет, который, по сути, является ответвлением горы Поп Иван Черногорский. Подножие Шурина покрыто лесами, выше — редколесья и полонины. С северо-восточной стороны горы лежит озеро Маричейка. С востока протекает река Погорелец, с запада — Гропенец. На южных склонах расположено урочище Полонина Шурин. Гора расположена в пределах Карпатского национального природного парка.
Ближайший населённый пункт — село Яворник.